# Affalterwang
Affalterwang ist ein Teilort von Ebnat, einem Stadtbezirk von Aalen im Ostalbkreis in Baden-Württemberg.

## Lage und Verkehrsanbindung
Affalterwang liegt östlich des Stadtkerns von Aalen und nordöstlich von Ebnat und ist mit der Landesstraße L 1076 an den Verkehr angebunden.
Der Weiler liegt auf einer Hochfläche der Schwäbischen Alb, dem Härtsfeld.

## Geschichte
Affalterwang wurde das erste Mal 1298 als Affalterwanch erwähnt, zu dieser Zeit hatte das Kloster Neresheim Besitz im Ort. Der Name komm vom althochdeutschen Wort „aphaltra“ (Apfelbaum, ahd. aphal=Apfel, ahd. tra=Baum) mit der Endung -wang. Er lässt sich mit ‚Apfelbaumwiese‘ übersetzen.
Im Dreißigjährigen Krieg starb der Ort komplett aus, ab 1660 wurde er wieder besiedelt.